# 제오르제 피슈테레아누
제오르제 피슈테레아누(루마니아어: George Piștereanu, 1989년 10월 12일~)는 루마니아의 배우이다.

## 작품 목록

### 영화
- 넬리의 모험 (2016년)
- 더 미라클 오브 테키르 (2015년)
- 유아 어글리 투 (2015년) - 티보 역
- 러버보이 (2011년)
- 휘파람을 불고 싶다 (2009년)